# 2NE1
2NE1 (koreanisch: 투애니원; ausgesprochen wie das Englische „to anyone“ oder „twenty-one“ (einundzwanzig)) ist eine südkoreanische Girlgroup der zweiten K-Pop-Generation der Plattenfirma YG Entertainment. Der Bandname steht für „Neue Evolution des 21. Jahrhunderts“. Ihre Debüt-Single „Fire“ wurde am 6. Mai 2009 veröffentlicht. Bekannt dafür, typische Klischees von K-Pop, musikalischen Experimenten, Mode und Bühnenpräsenz zu brechen, sind sie dafür bekannt, den Stil von Mädchengruppen in der koreanischen Musikindustrie zu erweitern, und sind zu einer der führenden Figuren der koreanischen Welle geworden.
Im April 2016 verließ Minzy die Gruppe. Am 25. November 2016 löste sich die Band offiziell auf. Bisher hat die Band ca. 2,1 Milliarden Klicks auf YouTube.
Am 21. Juli wurde über das Instagramprofil von YG Entertainment bestätigt, das 2NE1 den Vertrag erneut hat. 

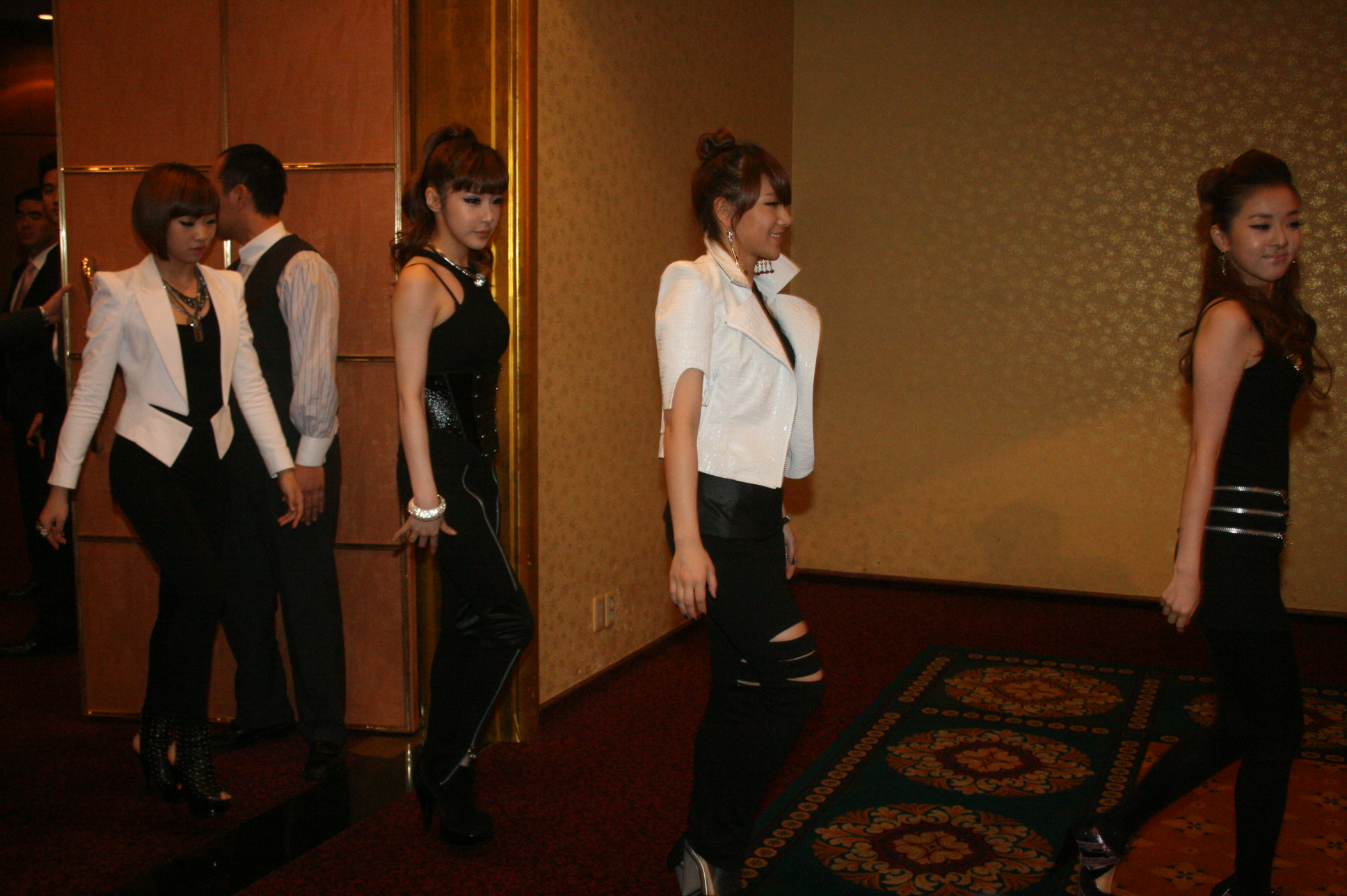
2NE1 beim Asia Song Festival 2009

## Geschichte

### 2009–2010: Debüt und kommerzieller Erfolg
Im Januar 2009 wurde bekanntgegeben, dass die Plattenfirma YG Entertainment im Juli eine neue Girlgroup vorstellen wird, mit demselben Stil wie Big Bang, mit drei Mitgliedern: CL, Park Bom und Minzy. Später gab ein Sprecher der Plattenfirma jedoch bekannt, dass Dara zu der Gruppe stoßen wird. Schließlich wurde der erste Song von 2NE1 (zusammen mit Big Bang) namens „Lollipop“ am 27. März 2009 veröffentlicht. Mit diesem Lied warb LG für ihr neues Cyon Handy. Das Lied erreichte in mehreren Online-Charts den ersten Platz und war u. a. vier Wochen am Stück die Nummer 1 in den Online-Charts des TV-Senders M.Net.
Die Single „Fire“ wurde am 6. Mai 2009 in zwei unterschiedlichen Versionen veröffentlicht („Space“- und „Street“-Version). Die Videos erreichten innerhalb eines Tages mehr als eine Million Aufrufe. Am Tag der Veröffentlichung verkaufte sich das erste Mini-Album von 2NE1 über 50.000 mal. Die Gruppe erhielt unter anderem drei Cyworld Digital Music Awards für „Lollipop“, „Fire“ als „Lied des Monats“ und erhielt außerdem den Preis „Rookie of the Month“ im Mai 2009. Außerdem modeln die Sängerinnen von 2NE1 für Fila.
Im Februar 2010 veröffentlichte die Gruppe „Try to Follow Me“ digital, um für das Samsung Corby-Handy ohne vorherige Ankündigung zu werben. Das Lied erreichte Platz eins der Gaon Digital Chart. 2NE1 reiste Mitte 2010 nach Los Angeles und London, um mit dem Musikproduzenten Will.i.am von den Black Eyed Peas englischsprachige Songs für ein amerikanisches Debütalbum aufzunehmen, und nahm in ihren ersten Sessions 10 Songs auf.
Die Gruppe veröffentlichte am 9. September ihr erstes Album in voller Länge, To Anybody. Es debütierte auf Platz sieben der Billboard World Album Charts und sammelte vor seiner Veröffentlichung 120.000 Vorbestellungen. Mehrere der zwölf Tracks von To Anybody wurden als Singles veröffentlicht, und die Top-3-Hits „Clap Your Hands“, „Can't Nobody“ und „Go Away“ wurden mit dem Album veröffentlicht. 2NE1 war die erste Gruppe in der K-Pop-Geschichte, die drei Singles aus einem Album an die Spitze verschiedener Musikprogramm-Charts brachte, und war der erste Künstler, der vier Wochen in Folge die Inkigayo-Charts anführte. Das Musikvideo zum Thema Halloween für die vierte Single von To Everyone, „It Hurts (Slow)“, wurde am 31. Oktober veröffentlicht. Ein fünfter Titel, „Don't Stop the Music“, wurde am 26. November veröffentlicht; Das Lied, das als „besonderes Geschenk für thailändische Fans“ aufgenommen wurde, wurde auch in Verbindung mit der Yamaha Fiore-Befürwortung der Gruppe verwendet.

### 2011–2012: Erfolg und internationale Beförderungen

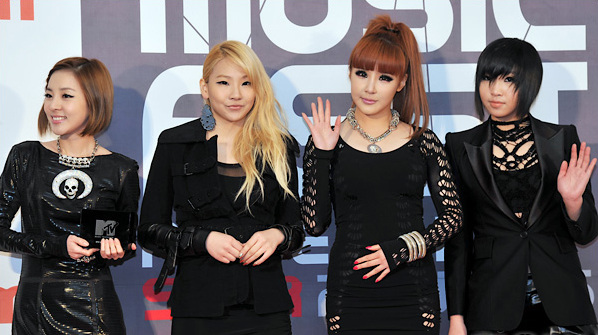
2NE1 im Jahr 2011

Die Gruppe veröffentlichte ihre zweite EP, 2NE1 (2011), mit den Nummer-eins-Hits „Lonely“, „I Am the Best“ und „Ugly“ sowie dem Top-3-Hit „Hate You“. Boms Solosingle „Don’t Cry“ erreichte außerdem zwei aufeinanderfolgende Wochen lang Platz eins. Die EP war ein Erfolg, führte die Gaon Music Chart an und verkaufte sich über 108.000 Mal. Drei erreichten die Top 10 der Gaon Digital Chart zum Jahresende 2011: „Lonely“ auf Platz vier, „Don’t Cry“ auf Platz fünf und „I Am the Best“ auf Platz 7. Das Spin Magazine stufte die EP als sechstbestes Popalbum des Jahres 2011 ein, vor Alben von Coldplay, Ellie Goulding und Rihanna. Ende August begannen 2NE1 ihre Nolza-Tour mit einem Solokonzert in der Olympiahalle im Olympiapark Chamsil in Seoul. Ursprünglich für den 27. und 28. August geplant, waren die Tickets für beide Termine sofort ausverkauft, und eine dritte Show am 26. August wurde hinzugefügt. Die Singles der zweiten EP gehörten zu den beliebtesten Songs des Jahres in Südkorea. Auch für den japanischen Teil der Tour war das Interesse groß, Berichten zufolge haben sich bis zu 300.000 Menschen um Konzertkarten beworben. Insgesamt 70.000 Menschen besuchten die sechs Konzerte in Japan, wobei alle verfügbaren Plätze innerhalb eines Tages ausverkauft waren.
Am 28. März 2012 veröffentlichten 2NE1 ihre erste japanische Albumsammlung in voller Länge zusammen mit ihrer zweiten japanischen Single „Scream“. Im Juni wurden 2NE1 von Cheil Communications ausgewählt, um vor internationalen Werbe- und Kommunikationsexperten auf der weltweit größten Werbeveranstaltung, dem Cannes Lions International Advertising Festival in Frankreich, zu sprechen. Sie wurden in einer Umfrage des Pariser Büros der Korea Tourism Organization mit fast 65 % der Stimmen zur beliebtesten K-Pop-Girlgroup unter den französischen Hallyu-Fans gewählt. Das Lied „I Love You“ wurde am 5. Juli 2012 in Korea veröffentlicht, führte die Gaon Digital Chart an und wurde ihre sechste Single Nummer eins. Ende des Monats starteten 2NE1 ihre erste weltweite Konzerttournee und die zweite insgesamt, die New Evolution Global Tour. Es umfasste von Juli bis Dezember 15 Shows in verschiedenen Ländern Asiens und Nordamerikas und war die erste Welttournee einer K-Pop-Girlgroup.

### 2013–2014: Weltweite Anerkennung

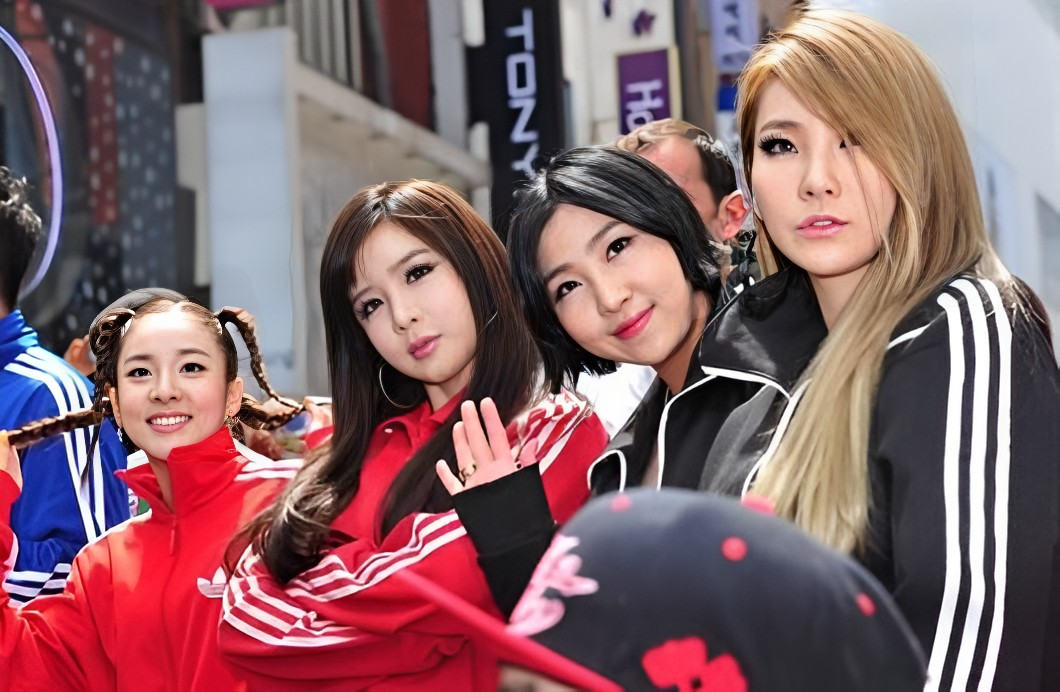
2NE1 im 2013

2NE1 veröffentlichte am 8. Juli 2013 die Sommersingle „Falling in Love“. Sie wurde von den Lesern der Website zu MTV Iggys „Song of the Summer“ gewählt. Die zweite Nicht-Album-Single „Do You Love Me“ wurde am 7. August veröffentlicht und wurde zu einem Top-3-Hit. Im Oktober wurde bekannt gegeben, dass 2NE1 zum Ehrenbotschafter für die Korea Brand & Entertainment Expo 2013 in London ernannt wurde. Die dritte und letzte Single der Gruppe im Jahr 2013 wurde am 21. November veröffentlicht und trug den Titel „Missing You“. Es führte die Gaon Digital Chart an und erzielte in Südkorea mehr als eine Million Downloads.
Die Gruppe veröffentlichte im folgenden Monat Crush, ihr zweites koreanischsprachiges Studioalbum. Die Singles „Come Back Home“ und „Gotta Be You“ wurden zur gleichen Zeit veröffentlicht; „Come Back Home“ führte zwei Wochen lang die Charts an. Darüber hinaus waren auch die restlichen Songs auf der Platte erfolgreich; 9 der 10 Tracks von Crush schafften es in die Top 20 der Charts in Südkorea. Das Album verkaufte sich in den USA 10.000 Mal und erreichte Platz 61 der Billboard-200-Charts und stellte damit einen US-Rekord für das am höchsten platzierte und meistverkaufte K-Pop-Album auf.
2NE1 begannen ihre dritte Tour, die All or Nothing World Tour, nach der Veröffentlichung von Crush. Die Tour machte zwischen März und Oktober 20 Konzerte in 16 Städten in China, Singapur, Taiwan, Thailand, den Philippinen, Japan und Malaysia. Ab August war „I Am the Best“ in Microsofts Surface Pro 3 „Head to Head“-Werbespot zu sehen, der weltweit ausgestrahlt wurde. Es wurde sogar von Radiosendern in New York und Boston gespielt und war einer der wenigen nicht-englischen Songs, die in amerikanischen Radios gespielt wurden. Im folgenden Monat wurde berichtet, dass sich die Einnahmen von 2NE1 im ersten Halbjahr 2014 auf insgesamt 27,5 Milliarden Pfund Sterling (23,4 Millionen US-Dollar) beliefen, womit die Gruppe zu den bestverdienenden Entertainern Südkoreas gehört.

### 2015–2017: Auflösung
Am 4. April 2016 gab YG Entertainment bekannt, dass Minzy die Band verlässt. Auf Instagram verkündete Minzy, dass sie von nun an eine Solokarriere anstreben werde und versprach, schon bald wieder zurückzukommen.
Schon seit längerer Zeit wurde seitens der Fans über eine mögliche Auflösung der Band spekuliert. Am 25. November gab YG Entertainment offiziell ihre endgültige Auflösung bekannt. Während CL und Dara jeweils einen Solo-Vertrag unterschrieben haben, hat Park Bom ihren bisherigen Vertrag nicht erneut verlängert. Am 21. Januar 2017 wurde ihre Abschiedssingle Goodbye (koreanisch: 안녕) veröffentlicht.

## Mitglieder
| Bild | Name       | Geburtsname           | Geburtstag (Alter)     | Geburtsort | Position                                     |
| ---- | ---------- | --------------------- | ---------------------- | ---------- | -------------------------------------------- |
|      | CL 씨엘    | Lee Chae-rin 이채린   | 26. Februar 1991 (34)  | Seoul      | Team leader Lead Vocal, Lead Dance, Main Rap |
|      | Bom 봄     | Park Bom 박봄         | 24. März 1984 (41)     | Seoul      | Main Vocal                                   |
|      | Dara 다라  | Park Sandara 박산다라 | 12. November 1984 (40) | Busan      | Vocal, Sub Rap                               |
|      | Minzy 민지 | Gong Minji 공민지     | 18. Januar 1994 (31)   | Gwangju    | Lead Vocal, Main Dance, Lead Rap             |

## Diskografie
Studioalben

| Jahr | Titel     | Höchstplatzierung, Gesamtwochen, AuszeichnungChartplatzierungen (Jahr, Titel, Platzierungen, Wochen, Auszeichnungen, Anmerkungen) | Höchstplatzierung, Gesamtwochen, AuszeichnungChartplatzierungen (Jahr, Titel, Platzierungen, Wochen, Auszeichnungen, Anmerkungen) | Höchstplatzierung, Gesamtwochen, AuszeichnungChartplatzierungen (Jahr, Titel, Platzierungen, Wochen, Auszeichnungen, Anmerkungen) | Anmerkungen                                                    |
| Jahr | Titel     | KR | JP | US | Anmerkungen                                                    |
| ---- | --------- | --- | --- | --- | -------------------------------------------------------------- |
| 2010 | To Anyone | KR1 (75 Wo.)KR | — | — | Erstveröffentlichung: 9. September 2010 Verkäufe KR: + 164.105 |
| 2014 | Crush     | KR2 (47 Wo.)KR | JP4 (8 Wo.)JP | US61 (1 Wo.)US | Erstveröffentlichung: 26. Februar 2014 Verkäufe KR: + 66.004   |

## Auszeichnungen
| Jahr | |
| ---- | --- |
| 2009 | - Cyworld Digital Music Awards: Song of the month (April) „Lollipop“ - Cyworld Digital Music Awards: Rookie of the month (Mai) - Cyworld Digital Music Awards: Song of the month (Mai) „Fire“ - Cyworld Digital Music Awards: Song of the month (Juli) „I Don't Care“ - Mnet 20's Choice Awards: Hot New Star - Mnet 20's Choice Awards: Hot CF Star - Mnet 20's Choice Awards: Hot Online Song „Fire“ - 6th Asia Song Festival: Best Asian Newcomer's Award - 2009 Style Icon Awards: Best Female Singer - 2009 Mnet Asian Music Awards: Music Portal Mnet Award - 2009 Mnet Asian Music Awards: Best New Female Artist - 2009 Mnet Asian Music Awards: Bestes Musikvideo „Fire“ - 2009 Mnet Asian Music Awards: Lied des Jahres „I Don't Care“ |
| 2010 | - 2010 Mnet MAMA Awards: Artist of the Year - 2010 Mnet MAMA Awards: Album of the Year - 2010 Mnet MAMA Awards: Best Digital Single Park Bom „You & I“ - 2010 Mnet MAMA Awards: Best Female Group Award - 2010 Mnet MAMA Awards: Best Music Video |
| 2011 | - MTV IGGY: Best New Band in the World 2011 - 2011 Mnet MAMA Awards: Best Vocal Performance Group - 2011 Mnet MAMA Awards: Song of the Year „I am the Best“ |